# Бородіно (Мисківський міський округ)
Боро́діно (рос. Бородино) — селище у складі Мисківського міського округу Кемеровської області, Росія.

## Населення
Населення — 399 осіб (2010; 465 у 2002).
Національний склад (станом на 2002 рік):
- росіяни — 66 %
- шорці — 28 %